# ساتیادف (بازیگر)
ساتیادف کانچارانا هنرپیشه اهل هندی است که بیشتر در سینمای تالیوود مشغول فعالیت است. وی در فیلم‌های تاک یاس در حیاط(۲۰۱۳)، موکوندا(۲۰۱۴)، جیوتی لاکشمی محصول سال (۲۰۱۵) ، کاشانام محصول سال (۲۰۱۶) ، مانا آوری رامایانام محصول سال (۲۰۱۶)، بلوف مستر محصول سال (۲۰۱۸)، زمستان را یادته؟ (۲۰۲۲) مشهور گردیده‌است .

## اوایل زندگی و زندگی شخصی
ساتیادف اهل ویساکاپاتنام می‌باشد. او بعدها در مدرسه اس اف اس و مدرسه استعدادهای درخشان نالاندا در ویساکاپاتنام مشغول تحصیل بود. وی بعدها در رشته مهندسی علوم کامپیوتر از دانشکده مهندسی ام وی جی آر، در بخش ویزیانا گرام فارغ‌التحصیل گردید. و بعد از آن او در سال ۲۰۱۶ به عنوان معمار طراحی مجازی برای آی‌بی‌ام و وی‌ام‌ویر مشغول فعالیت در این زمینه شد، و بعد از مدتی از این سمت کناره‌گیری نمود تا صرفاً بر روی حرفه بازیگری در سینما خودش متمرکز شود.
بعد از آن ساتیادف با دیپیکا ازدواج کرد. بعد از مدتی این زوج صاحب یک فرزند پسر با نام ساوارنیک شدند که در سال ۲۰۲۰ متولد شده بود.